# الهيئة العليا لجمع التبرعات لمسلمي البوسنة والهرسك
الهيئـة العليا لجمع التبرعات لمسلمي البوسنة والهرسك هي منظمة خيرية تأسست في المملكة العربية السعودية سنة 1412 هـ (1992 م) لتقديم العون لمسلمي البوسنة والهرسك المضارين من حرب البوسنة.

## تأسيس الهيئة
تأسست الهيئة العليا لجمع التبرعات لمسلمي البوسنة والهرسك إنفاذاً للأمر السامي وتاريخ 2/ 12/ 1412هـ سنة (1992 م) بمرسوم من الملك فهد بن عبد العزيز، ورأسها الأمير سلمان بن عبد العزيز، أمير منطقة الرياض آنذاك. ومن أبرز اعضاؤها :
ا
- لشيخ سليمان المهنا رئيس المحكمة الكبرى بالرياض
- الدكتور حمد الصقير رئيس جمعية الهلال الأحمر السعودي
- الشيخ عبد العزيز الحمدان مدير مكتب الدعوة والإرشاد
- الشيخ صالح السحيباني امام وخطيب جامع الأمير سلطان بن عبد العزيز
- الاستاذ عبد الله الحامد وزارة الحج والأوقاف
- الدكتور علي المرشد مدير عام تعليم البنات بالرياض
- الدكتور ناصر الداود مدير التعليم بمنطقة الرياض
- رجال الأعمال الاستاذ محمد الجميع، والاستاذ سليمان الراجحي، والاستاذ محمد بن صالح بن سلطان
- الاستاذ إبراهيم الطوق رئيس الغرفة التجارية بالرياض
- الدكتور مانع الجهني الأمين العام للندوة العالمية للشباب الإسلامي
- الدكتور عبد الإله المؤيد مدير مكتب رابطة العالم الإسلامي بالرياض
- الأستاذ سليمان القناص مدير عام خدمات المنطقة بالإمارة.[4]

## دور الهيئة أثناء الحرب
أثناء الحرب، قامت الهيئة بتأمين أكثر من مئة ألف طن من مواد الإغاثة من طعام وكساء وأدوية وعلاج، وحوالي 4300 طن من وقود التدفئة، ونقلتها جوًا وبحرًا، وأشرفت على توزيعها من خلال مكاتبها في أوروبا، كما قامت بإنشاء مخيمات للمهجرين واللاجئين، وتقديم الخدمات الاجتماعية والطبية لهم، وكفالة أكثر من ثلاث مئة عائلة مسلمة، وسبعة آلاف يتيم.

## دور الهيئة بعد الحرب
انتهاء الحرب، شاركت الهيئة في برامج إعادة المهجَّرين إلى بلادهم، وأشرفت على تنفيذ بعض برامج الإعمار في البوسنة والهرسك، وإعادة بناء أو تأثيث المساجد المدمرة، وإنشاء المعاهد الدينية، ووضع الخطط والمناهج التعليمية لها، وطباعة الكتب، وتوزيع المصاحف، وتقديم المنح الدراسية، وتغطية أجور الأئمة والدعاة والمعلمين، والإشراف على برامج الإفطار الرمضانية، وبرامج الحج لمسلمي البوسنة، وإنشاء عدد من المستوصفات والمراكز الطبية، من أبرزها مركز الغسيل الكلوي في العاصمة البوسنية سراييفو، الذي أسهمت فيه الهيئة بحوالي مليون ريال سعودي.
في الفترة من سنة 1992 إلى مطلع سنة 2001، بلغت التبرعات التي قدمتها الهيئة للبوسنة والهرسك مليارين وثلاثة ملايين وثمانمائة وتسعة وستين ألفًا وواحدًا وعشرين ريالًا سعوديًا، منها أربعمائة وثمانية وعشرون مليونا وخمسمائة وخمسة وستون ألفًا ومائتان وأربعة وتسعون ريالًا تبرعات نقدية قُدمت عن طريق وزارة المالية السعودية والهيئات والمؤسسات الخيرية الخاصة.

## تكريم الهيئة
في سنة 1415 هـ (1994 م) اختيرت الهيئة "شخصية العام الإنسانية"، كما حصلت على الوشاح الذهبي من رئاسة حكومة البوسنة والهرسك، وفي سنة 1421 هـ (2001 م)، حصلت الهيئة على جائزة الملك فيصل العالمية في مجال خدمة الإسلام، وتسلم الجائزة أمير منطقة الرياض سلمان بن عبد العزيز، بصفته رئيس الهيئة.

## أبرز إنجازات الهيئة العليا منذ تأسيسها
- مجال الأغاثة
- المساعدات النقدية
- مجال خدمة المهاجرين واللاجئين
- مجال الرعاية الصحية
- مجال التنمية والإعمار
- مجال التدفئة
- مجال التعليم
- مجال التأهيل المهني
- مجال الدعوة
- مجال كفالة الأيتام
- مجال المناسبات
- مجال معالجة المرضى البوسنيين
- مجال استقبال الحجاج البوسنيين من ضيوف خادم الحرمين الشريفين
- مجال الأضاحي.[6]